# Napoleó (pel·lícula de 1955)

Gravat de Napoleó Bonaparte.

Napoleó (títol original en francès, Napoléon) és una pel·lícula èpica històrica italofrancesa de 1955 dirigida per Sacha Guitry que representa els principals esdeveniments de la vida de Napoleó. S'ha doblat al català.
Napoleó és interpretat per dos actors, Daniel Gélin de jove i Raymond Pellegrin més tard; el canvi té lloc durant una escena en un barber. El director-actor Guitry interpreta el paper de Talleyrand, el diplomàtic i primer ministre de França, narrant la història des d'un saló com si acabés de saber de la mort de Napoleó a l'illa de Santa Helena el 1821. Guitry havia interpretat a Talleyrand abans, a Le Diable boiteux de 1948. Yves Montand apareix com el mariscal Lefebvre i Maria Schell com a Maria Lluïsa d'Àustria. La pel·lícula també compta amb cameos d'actors com Erich von Stroheim com a Ludwig van Beethoven, i Orson Welles com el carceller britànic de Napoleó, Hudson Lowe.